# Victor Shabangu
Victor Shabangu (* 18. Januar 1970; † 16. Juni 2018 in Manzini) war ein eswatinischer Leichtathlet, der sich auf den Weitsprung spezialisiert hatte.
Er trat bei den Olympischen Sommerspielen 1996 in Atlanta an. Im Weitsprung-Wettkampf erreichte er 6,79 m und kam damit auf Platz 21.